# Novarka
Novarka ist ein französisches Konsortium, das sich zum Bau einer neuen Schutzhülle („New Safe Confinement“) des Kernkraftwerk Tschernobyl gegründet hat. Mitglieder des Konsortiums sind die Unternehmen Vinci, Bouygues (beide Frankreich), Nukem (Deutschland/England), Hochtief (Deutschland) und einige ukrainische Unternehmen.
Am 8. August 2007 wurde seitens der ukrainischen Behörden bekanntgegeben, dass Novarka für einen Preis von 453 Millionen Euro den Zuschlag erhalten hat. Die Gesamtkosten für das 108 Meter hohe, 162 Meter lange und 257 Meter breite  Projekt, welches ursprünglich bis Oktober 2005 fertiggestellt sein sollte, sich dann aber bis 2017 verzögerte, betrugen 1,5 Milliarden Euro.

## Geldgeber
Ein Großteil der Gelder mit dem das Projekt "Chernobyl Shelter Fund (CSF)" finanziert wurde, stammten aus dem EU-Haushalt. Die Zahlungen der einzelnen Länder setzt sich wie folgt zusammen: USA 19,16 %, Deutschland 8,35 %, Vereinigtes Königreich 6,57 %, Ukraine 6,22 %, Japan 5,19 %, Frankreich 5,77 %, Kanada 4,82 %, Italien 4,55 %, andere Länder 12,35 %.

## Projektplanung
Die im Oktober 2007 begonnene Planung und Konstruktion der neuen Schutzhülle, die aus mehreren einzelnen Segmenten besteht, wird unter der Führung von Vinci Construction und Bouygues an drei Standorten parallel durchgeführt. In Guyancourt (Paris) arbeitet ein Team, welches für das Management und die Koordination des Projektes verantwortlich ist. In Kiew befindet sich ein ukrainisches Büro des Konsortiums, dessen Aufgabe es ist, lizenzrechtliche Planungen vorzunehmen, worunter beispielsweise Maschinen, Kräne und Entsorgungsanlagen (Solid Radwaste Management (ICSRM)) für kontaminiertes Material fallen, die auf der Baustelle zum Einsatz kommen. Darüber hinaus sind direkt vor Ort am Kraftwerk eigens errichtete Büroräume, wo man sich mit der Vorbereitung auf die Konstruktion befasst. Weiterhin wurden Risiken durch eventuelle Brände, Tornados und Erdbeben in die Planungen mit einbezogen.

## Aktuelle Situation
Im Juli 2019 wurden alle Arbeiten zur Errichtung der Schutzhülle abgeschlossen und die Schutzhülle am 10. Juli von dem mit dem Bau betrauten Konsortium an den Eigentümer des Kernkraftwerkes Energoatom übergeben. Die endgültige Inbetriebnahme der auf 100 Jahre ausgelegten Konstruktion wird im Herbst 2019 erfolgen. Am 22. April wurde das "New Safe Confinement" 72 Stunden im Probebetrieb erfolgreich getestet. Bei der Übergabe war neben Vertretern der Geldgeber Staaten und Bauunternehmen auch der ukrainische Präsident Wolodymyr Selenskyj anwesend.
Mit Beginn des Ukraine-Krieges im Jahr 2022 kam dem Atomkraftwerk erneut öffentliche Aufmerksamkeit zu, als am 24. Februar russische Truppen das Kraftwerk mitsamt der in Betrieb befindlichen Schutzhülle unter ihre Kontrolle brachten und auf dem Gelände mit Panzern und anderem militärischem Gerät große Mengen kontaminiertes Erdreich bewegten. Angewiesen auf das technische Know-how der Techniker, lebten die Besatzer mit den Angestellten über mehrere Wochen im gleichen Gebäudekomplex. Dabei kam es immer wieder zu angespannten Sicherheitslagen durch übermüdetes Bedienpersonal und Stromausfällen der Kühlsysteme der in unmittelbarer Nähe der Schutzhülle befindlichen radioaktiven Abfälle.
Am 14. Februar 2025 um 1:50 Uhr in der Nacht kam es im Zuge des Ukraine-Konfliktes zu einem russischen Drohnenangriff auf die Schutzhülle des Kernkraftwerks, in dessen Folge diese durchstoßen und erheblich beschädigt wurde. Eine Freisetzung von Radioaktivität konnte dabei nicht festgestellt werden.